# かるちゃん
かるちゃんは、都市伝説の一つ。

## 概要
怪異妖怪愛好家の朝里樹が知り合いから聞いた話であり、その知り合いの祖母の体験談とされる。
戦時中、国民学校に通う少女であった祖母が数人の友達と一緒に林で薪拾いをしていた時のこと。林の奥に入って行くと、自分のあだ名を呼ぶ誰かの声が聞こえてきたので「だれよー」と聞くと「かーるちゃんだよー」と返事した。かるちゃんの声が聞こえる方向、林の奥の少し広まった場所に立っていたのは見知らぬ若い女性であった。そして当時は誰もがもんぺを履くのが当たり前であったにもかかわらず、かるちゃんはもんぺ姿ではなく綺麗な青い着物に風呂敷包みを抱えていた。かるちゃんはその場に立ち続けているだけであったため少女と友達はその場を去って帰宅したが、それ以降、少女は時々かるちゃんの夢を見るようになった。夢は毎回同じ内容でどういうわけかかるちゃんが崖の上の木の枝で首を吊っているといい、70年以上経ってからもこの夢を見ることがあるという。
朝里樹は、かるちゃんは何かを伝えるために少女たちの前に姿を現したのかもしれないと推測している。